# Bartosz Janeczek
Bartosz Janeczek est un joueur polonais de volley-ball né le 12 juillet 1987 à Cracovie, en Pologne. Il mesure 1,98 m et joue au poste d'Attaquant,.
Il évolue depuis août 2012 sous les couleurs du Chaumont Volley-Ball 52.

## Clubs
| Club                    | Pays    | De        | À         |
| ----------------------- | ------- | --------- | --------- |
| MKS MOS Wieliczka       | Pologne | 2000-2001 | 2000-2001 |
| MKS Andrychów           | Pologne | 2001-2002 | 2002-2003 |
| AZS Częstochowa         | Pologne | 2003-2004 | 2004-2005 |
| SMS Spała               | Pologne | 2005-2006 | 2005-2006 |
| Gwardia Wroclaw         | Pologne | 2006-2007 | 2006-2007 |
| AZS Częstochowa         | Pologne | 2007-2008 | 2011-2012 |
| Chaumont Volley-Ball 52 | France  | 2012-2013 | …         |

## Palmarès
- Championnat d'europe junior -19[5]
  - 3e : 2005

- Coupe de Pologne de volley-ball masculin (1)
  - Vainqueur : 2008

- Championnat de Pologne de volley-ball masculin
  - 2e : 2008

- Challenge Cup masculine 2011-2012 (1)
  - Vainqueur : 2012